# Distrito electoral federal 1 de Baja California
El I Distrito Electoral Federal de Baja California es uno de los 300 Distritos Electorales en los que se encuentra dividido el territorio de México y uno de los 8 que para la elección de diputados federales en que se divide el estado de Baja California. Su cabecera es la ciudad de Mexicali.
A partir del proceso de redistritación realizado en 2022 por el Instituto Nacional Electoral, y por consecuente de las elecciones federales de 2024, el territorio del Distrito I de Baja California estará formado por la zona oriental de la ciudad de Mexicali. En este distrito se encuentra el Aeropuerto Internacional General Rodolfo Sánchez Taboada. 

## Distritaciones anteriores

### Distritación 1996-2005
En el periodo comprendido entre 1996 y 2005 el territorio de este distrito formado por el territorio íntegro del municipio de Mexicali, a excepción de un pequeño sector al oriente de la ciudad que formaba el distrito II

### Distritación 2005-2017
A partir del proceso de redistritación realizado en 2005 por el Instituto Federal Electoral, el territorio del Distrito I de Baja California está formado por todo el territorio del municipio de Mexicali, a excepción del extremo noreste que forma el Distrito II y la zona noroeste que a su vez es parte del Distrito VII.

### Distritación 2017-2022
Durante este periodo, el distrito fue conformado por la zona del Valle de Mexicali, al noroeste del municipio, fuera de la zona urbana de su cabecera municipal. 

## Diputados por el distrito
| Diputado                        | Grupo parlamentario | Legislatura | Periodo     |
| ------------------------------- | ------------------- | ----------- | ----------- |
| Emilio Hernández Armenta        |                     | XLIII       | 1955 - 1958 |
| Ricardo Alzalde Arellano        |                     | XLIV        | 1958 - 1961 |
| Gustavo Arévalo Gardoqui        |                     | XLV         | 1961 - 1964 |
| José Luis Noriega Magaña        |                     | XLVI        | 1964 - 1967 |
| Francisco Muñoz Franco          |                     | XLVII       | 1967 - 1970 |
| Francisco Zaráte Vidal          |                     | XLVIII      | 1970 - 1973 |
| Federico Martínez Manautou      |                     | XLIX        | 1973 - 1976 |
| Ricardo Eguía Valderrama        |                     | L           | 1976 - 1979 |
| José Luis Andrade Ibarra        |                     | LI          | 1979 - 1982 |
| José Ignacio Monge Rangel       |                     | LII         | 1982 - 1985 |
| Luis López Moctezuma Torres     |                     | LIII        | 1985 - 1988 |
| Jesús Armando Hernández Montaño |                     | LIV         | 1988 - 1991 |
| José Ramírez Román              |                     | LV          | 1991 - 1994 |
| Martina Montenegro Espinoza     |                     | LVI         | 1994 - 1997 |
| Roberto Pérez de Alva           |                     | LVII        | 1997 - 2000 |
| Juvenal Vidrio Rodríguez        |                     | LVIII       | 2000 - 2003 |
| Hidalgo Contreras Covarrubias   |                     | LIX         | 2003 - 2006 |
| Francisco Rueda Gómez           |                     | LX          | 2006 - 2009 |
| Sergio Tolento Hernández        |                     | LXI         | 2009 - 2012 |
| Benjamín Castillo               |                     | LXII        | 2012 - 2015 |
| Exaltación González Ceceña      |                     | LXIII       | 2015 - 2018 |
| Salvador Minor Mora             |                     | LXIV        | 2018 - 2021 |
| Yesenia Olúa González           |                     | LXV         | 2021 - 2024 |
| Alma Laura Ruiz López           |                     | LXVI        | 2024 - 2027 |